# 26728 Luwenqi
26728 Luwenqi è un asteroide della fascia principale. Scoperto nel 2001, presenta un'orbita caratterizzata da un semiasse maggiore pari a 2,7164537 UA e da un'eccentricità di 0,0235477, inclinata di 3,17406° rispetto all'eclittica.